# Arantza Sinobas
Arantza Sinobas Fernández (Legazpia, Guipúzcoa) es una actriz, presentadora de televisión y locutora de radio española. Hasta los 18 años residió en su Legazpia natal, para trasladarse más tarde a Barcelona a realizar estudios de diseño de moda y estilismo. Allí también empezó su carrera en televisión como azafata del concurso de TVE, 3×4, presentado por Julia Otero. En 1993 llega a Madrid para realizar estudios de interpretación y de locución y doblaje. Desde entonces, ha trabajado en diversos medios de comunicación como presentadora de programas de televisión y locutora de radio, además de trabajar en teatro y series como actriz. En 2000 se traslada a Bilbao para trabajar en la televisión pública vasca ETB, ciudad donde reside desde entonces.
Ha trabajado como presentadora para ETB varios años en programas como El Factor Humano, Esta es mi Gente, El Topo, Aspaldiko (junto a Antxon Urrusolo), A2 y Ni Más Ni Menos entre otros; igualmente ha presentado Los Más Buscados en Antena 3. Como locutora de radio ha trabajado para emisoras como Radio Euskadi, Radio Popular - Herri Irratia u Onda Madrid, entre otras. Como actriz, ha participado en producciones de TV como Hospital Central, El Secreto, La que se avecina, Centro Médico, Juntas pero no revueltas, Aquí no hay quien viva o Allí abajo.